# Xysticus peninsulanus
Xysticus peninsulanus là một loài nhện trong họ Thomisidae.
Loài này thuộc chi Xysticus. Xysticus peninsulanus được Willis J. Gertsch miêu tả năm 1934.